# Olten (district)
Olten is een district in het kanton Solothurn. Het district heeft een oppervlakte van 80,60 km² en heeft 50.513 inwoners (eind 2006). De hoofdplaats is Olten.
Het district omvat de volgende gemeenten:
| Wapenschild        | Gemeentenaam       | Inwoners (dec 2006) | Oppervlakte (km2) | Gemeente nummer |
| ------------------ | ------------------ | ------------------- | ----------------- | --------------- |
| Boningen           | Boningen           | 677                 | 2,82              | 2571            |
| Däniken            | Däniken            | 2724                | 5,37              | 2572            |
| Dulliken           | Dulliken           | 4717                | 6,02              | 2573            |
| Eppenberg-Wöschnau | Eppenberg-Wöschnau | 315                 | 1,89              | 2574            |
| Fulenbach          | Fulenbach          | 1572                | 4,47              | 2575            |
| Gretzenbach        | Gretzenbach        | 2455                | 5,79              | 2576            |
| Gunzgen            | Gunzgen            | 1554                | 3,91              | 2578            |
| Hägendorf          | Hägendorf          | 4302                | 13,87             | 2579            |
| Kappel SO          | Kappel             | 2728                | 5,09              | 2580            |
| Olten              | Olten              | 16.945              | 11,50             | 2581            |
| Rickenbach SO      | Rickenbach         | 881                 | 2,80              | 2582            |
| Schönenwerd        | Schönenwerd        | 4693                | 3,77              | 2583            |
| Starrkirch-Wil     | Starrkirch-Wil     | 1509                | 1,83              | 2584            |
| Walterswil SO      | Walterswil         | 702                 | 4,53              | 2585            |
| Wangen bei Olten   | Wangen bei Olten   | 4739                | 6,94              | 2586            |
|                    | Totaal (15)        | 50.513              | 80,60             | 1108            |

Bucheggberg · Dorneck · Gäu · Gösgen · Lebern · Olten · Solothurn · Thal · Thierstein · Wasseramt